# Agrostistachys
Agrostistachys é um género botânico pertencente à família Euphorbiaceae.
As espécies estão distribuidas desde a Índia até o oeste da Malásia.

## Espécies
| - Agrostistachys africana - Agrostistachys borneensis - Agrostistachys comorensis - Agrostistachys coriacea - Agrostistachys filipendula - Agrostistachys gaudichaudii - Agrostistachys hookeri - Agrostistachys indica - Agrostistachys intramarginalis - Agrostistachys latifolia | - Agrostistachys leptostachya - Agrostistachys longifolia - Agrostistachys maingayi - Agrostistachys massoana - Agrostistachys meeboldii - Agrostistachys pubescens - Agrostistachys sessilifolia - Agrostistachys staminodiata - Agrostistachys ugandensis |

- Lista completa

## Nome e referências
Agrostistachys Dalzell